# فرهنگ همودو

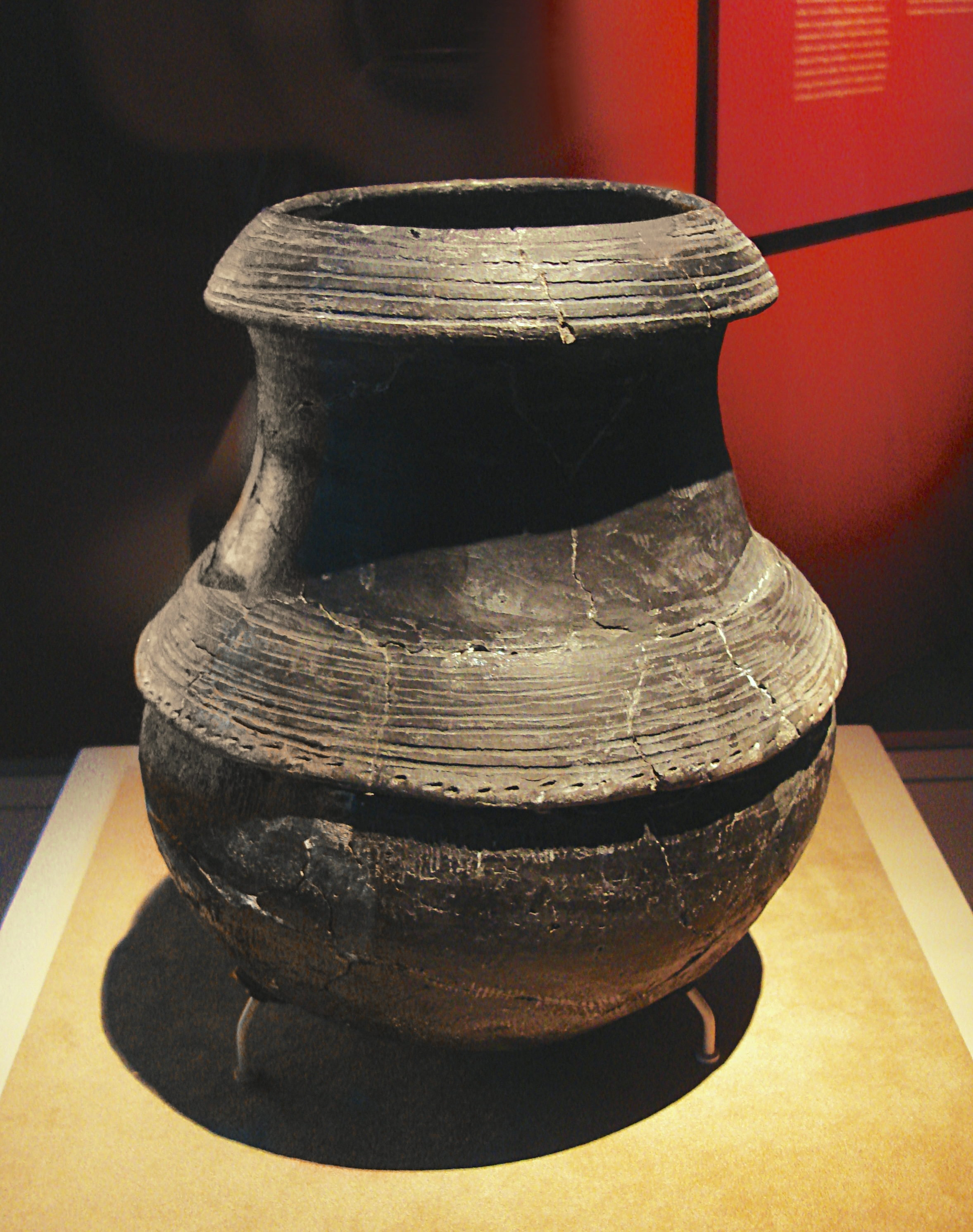
سفال سیاه متعلق به فرهنگ همودو

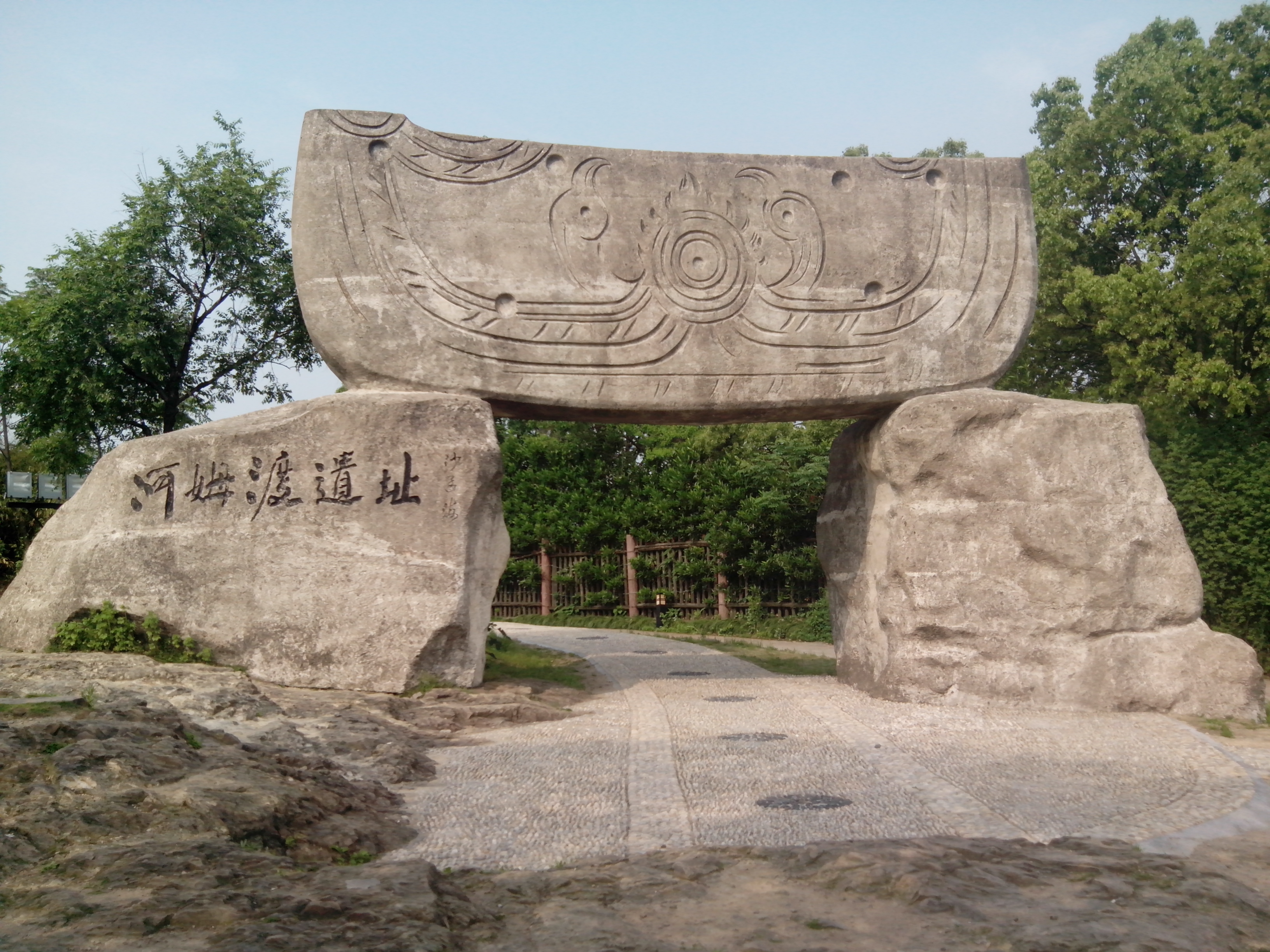
توتم مربوط به فرهنگ همودو

فرهنگ همودو (انگلیسی: Hemudu culture) یک فرهنگ باستان‌شناختی مربوط به دوران نوسنگی بود که از حدود ۵۵۰۰ (پ.م) تا حدود ۳۳۰۰ (پ.م) در جنوب خلیج هانگ‌ژو در چجیانگ (در چین امروزی) سکونت داشت.  یک محوطه مربوط به همودو در ۲۲ کیلومتری شمال‌غربی نانگبو در سال ۱۹۷۳ کشف شد. محوطه‌های دیگری مربوط با این فرهنگ در جزیرهٔ جواشان کشف شده‌اند.
مردمان این فرهنگ در آبسراها و خانه‌های کشیدهٔ اشتراکی می‌زیستند.
گفته می‌شود آنها نخستین افرادی بودند که به کاشتن برنج دست زدند.